# Mirtazapina
La mirtazapina es un antidepresivo tetracíclico atípico clasificado como un antidepresivo noradrenérgico y serotonérgico específico (NaSSA por sus siglas en inglés). Se utiliza principalmente para el tratamiento de trastornos depresivos, aunque también puede ser eficaz en otras indicaciones psiquiátricas, como los trastornos de ansiedad y la esquizofrenia.
Este medicamento actúa aumentando la liberación de noradrenalina y de la serotonina mediante el bloqueo de los receptores α-2 presinápticos.   
Tiene pocos efectos antimuscarínicos pero se comporta como un sedante debido a que tiene propiedades antihistamínicas, los cuales pueden causar aumento de peso. Alrededor del 15-25% de los pacientes aumentan de peso de forma involuntaria durante el tratamiento con mirtazapina. Su utilidad mayor radica en potenciar la efectividad de fármacos como la duloxetina y venlafaxina y para la depresión resistente a tratamientos. También es utilizado como ansiolítico, hipnótico, antiemético y orexígeno. La mirtazapina es relativamente segura si se toma en dosis adecuadas. 
Debido a su peculiar perfil farmacológico, la mirtazapina está virtualmente desprovista de efectos anticolinérgicos (antimuscarínicos), efectos secundarios por serotonina y por adrenérgicos, entre ellos hipotensión ortostática y disfunción sexual.
En combinación con otros antidepresivos demuestra un perfil de eficacia mucho mayor. En la jerga médica de los Estados Unidos la combinación de mirtazapina con venlafaxina se conoce como California rocket fuel.

## Farmacodinámica
Si bien el mecanismo de acción de mirtazapina (como el de otros antidepresivos) no está totalmente dilucidado, la evidencia existente sugiere que mirtazapina refuerza la actividad serotoninérgica y noradrenérgica central. De esto se desprende que mirtazapina actúa como un antagonista en la presinapsis central α-2 adrenérgica inhibitoria de autorreceptores y heterorreceptores; una acción postulada como resultado de un incremento de la actividad central noradrenérgica y serotoninérgica. Mirtazapina es un potente antagonista de receptores 5-HT2 y 5-HT3. Mirtazapina es un potente antagonista de receptores histamínicos (H1) propiedad que puede explicar su prominente efecto sedativo. Mirtazapina es un moderado antagonista α-1 adrenérgico, lo cual explica su efecto hipotensor ortostático. Mirtazapina es un moderado antagonista de receptores muscarínicos, lo cual explica su incidencia relativamente baja de efectos colaterales anti-colinérgicos.
Es muy similar al antidepresivo mianserina, tanto a nivel de estructura química como de mecanismo de acción.
El antagonismo del receptor adrenérgico α2 causa aumento de la activación de las neuronas de noradrenalina y serotonina. El potente antagonismo de los receptores 5-HT2 y 5-HT3 disminuye la ansiedad, alivia el insomnio y estimula el apetito.

### Efecto noradrenérgico dosis dependiente
En el entorno clínico, se asume que las propiedades de la mirtazapina resultan en sedación y mayor duración del sueño a dosis más bajas, y menos sedación a dosis más altas, debido a mayor efecto noradrenérgico, y por lo tanto mayor grado de activación. No está claro a qué dosis ocurre este efecto ni los efectos de la sedación. Sin embargo, se ha encontrado una relación débil e inversa entre la concentración de mirtazapina y la sedación, con resultados no concluyentes.

## Farmacocinética
Mirtazapina se absorbe rápida y completamente por vía oral y tiene una vida media de 20 a 40 horas. El pico de concentración plasmática aparece alrededor de las 2 horas luego de la dosis oral. La presencia de alimentos en el estómago tiene un mínimo efecto sobre la absorción y no requiere ajuste de dosis. Después de su administración oral mirtazapina se metaboliza extensamente; las mayores vías de metabolización son la demetilación (intervención del citocromo 3A) y la hidroxilación (intervención de los citocromos 2D6 y 1A2) seguida por conjugación.
Su biodisponibilidad es de alrededor del 50%. Su eliminación se realiza predominantemente por orina (75%) y en menor proporción por heces (15%). La ligadura a proteínas plasmáticas es de alrededor del 85%. 
La vida media de eliminación oscila entre 20 y 40 horas entre los diferentes grupos de edad y sexo, siendo la T1/2 de eliminación en mujeres significativamente más prolongada que en los hombres (media de 37 horas vs. 26 horas). El estado estable de los niveles plasmáticos se alcanza dentro de los 5 días.

### Vía de administración y dosis

#### Adultos
Oral. Inicial, 15 mg en la noche 
Si las personas no muestran respuesta con la dosis inicial de 15 mg de mirtazapina antes de dormir, puede aumentarse la dosis en incrementos de 15 mg cada 5 días o dos semanas, hasta alcanzar un máximo de 45 mg. En ocasiones, son necesarias dosis menores en los adultos mayores o las personas con insuficiencia renal o hepática.
Su presentación es en tabletas y tabletas de desintegración oral.
Se puede tomar con o sin alimentos.

## Indicaciones
La mirtazapina se receta principalmente para el tratamiento del trastorno depresivo mayor y otros trastornos del estado de ánimo.
Suele combinarse con fármacos ISRS o IRSN para aumentar la respuesta antidepresiva o contrarrestar los efectos adversos serotoninérgicos de estos fármacos, en especial las náuseas, la agitación y el insomnio.  
Sin embargo, también ha demostrado ser eficaz en el alivio de las siguientes condiciones, y se puede prescribir para su uso fuera de indicación:
| - Trastorno de ansiedad generalizada. - Trastorno de ansiedad social. - Trastorno obsesivo-compulsivo. - Trastorno de pánico. - Trastorno de estrés postraumático. - Anorexia nerviosa. | - Insomnio. - Náuseas y vómitos. - Falta de apetito, peso bajo y anorexia. - Picor. - Cefalea y migraña. |

### En investigación
Existe abundante literatura que trata el tratamiento experimental de las siguientes condiciones:
- Apnea del sueño e hipopnea.[25][26]

- Comportamiento sexual inadecuado y otros síntomas secundarios de las condiciones del espectro autista y otros trastornos generalizados del desarrollo.[27][28][29][30]
- Tratamiento de la acatisia inducida por neurolépticos.[31][32]
- Síndrome de abstinencia, dependencia, y desintoxicación de drogas.[33][34][35][36][37]
- Se ha publicado un caso de estudio en el que la mirtazapina redujo las alucinaciones visuales en un paciente con psicosis asociada a la enfermedad de Parkinson.[38] Esto concuerda con los hallazgos recientes de que los agonistas inversos de los receptores 5-HT2A son eficaces para atenuar los síntomas psicóticos de la enfermedad de Parkinson. Esto lo soporta la práctica común de prescripción de quetiapina y clozapina en dosis bajas para la psicosis asociada al Parkinson -dosis demasiado bajas para antagonizar el receptor D2, pero suficientemente altas para agonizar inversamente los receptores 5-HT2A.[39]

Contraindicaciones
Las consideraciones para el empleo de psicofármacos en personas con enfermedades médicas incluyen una mayor sensibilidad a los efectos adversos de los fármacos, mayor o menor metabolismo e interacciones entre medicamentos. 
Los pacientes con diabetes, por ejemplo, no deben ser tratados con medicamentos como la mirtazapina, ya que pueden producir aumento de peso.

## Efectos adversos
Los individuos que comienzan el tratamiento con mirtazapina deben tener precaución al manipular u operar maquinaria pesada, e incluso al levantarse de la cama por la noche. La mirtazapina potencia los efectos sedantes de otros depresores del sistema nervioso central, por lo que deben evitarse los medicamentos prescritos o de venta libre con actividad sedante, así como el alcohol. Además, la mirtazapina provoca mareos en el 7% de las personas. 
Es de interés que los efectos secundarios de la mirtazapina pueden ser usados como beneficios en situaciones clínicas. La sedación, aumento de apetito y la ganancia de peso que produce secundariamente puede resultar favorable para pacientes con síndromes depresivos caracterizados por insomnia y trastornos del apetito. Adicionalmente puede resultar útil en pacientes con náusea por su característica de antagonista del receptor 5-HT3, el mismo blanco del clásico antiemético Ondansetrón.
A bajas dosis como las de 7.5 mg, la mirtazapina actúa como un antihistamínico que causa sedación, lo cual puede ser beneficioso en pacientes con depresión que tienen dificultad para dormir. A dosis mayores de 15 mg, su principal efecto es inducir la liberación de norepinefrina por lo que pierde sus funciones sedativas.[cita requerida]
Efectos adversos muy frecuentes (≥10% de incidencia).
- aumento del apetito y aumento de peso.
- somnolencia, especialmente a dosis bajas en las primeras semanas del tratamiento.
- dolor de cabeza.
- sequedad de boca.

Efectos adversos frecuentes (de 1%≤ a <10% de incidencia)
- letargia.
- temblor.
- náuseas
- diarrea.
- vómitos.
- urticaria o erupciones en la piel (exantema y eflorescencia)
- artralgia o mialgia.
- dolor de espalda.
- mareo o desmayo al levantarse rápidamente (hipotensión ortostática).
- hinchazón por retención de líquidos, normalmente en los tobillos y pies.
- cansancio.
- sueños vívidos.
- confusión.
- ansiedad.
- dificultad para dormir (insomnio).

Poco frecuentes (de 0.1%≤ a <1% de incidencia)
- sensación extraña en la piel (parestesias), por ejemplo quemazón, pinchazos, cosquilleo, u hormigueo.
- síndrome de las piernas inquietas.
- desmayos (síncope)
- hipoestesia oral (adormecimiento en la boca)
- hipotensión
- pesadillas
- agitación
- alucinaciones
- incapacidad para mantenerse quieto

Raros (incidencia de <0.1%)
- tics o contracciones musculares (mioclono)
- agresión

Frecuencia no conocida o muy raras (<0,0001 %)
- signos de infección tales como fiebre alta inexplicable y repentina, dolor de garganta, y llagas en la boca (agranulocitosis)
- depresión de la médula ósea (anemia aplásica): disminución de hematíes, leucocitos (granulocitopenia) y plaquetas (trombocitopenia)
- ataque epiléptico
- combinación de síntomas: fiebre, sudoración, palpitaciones, diarrea, contracciones musculares, escalofríos, reflejos exagerados, agitación, cambios de humor, pérdida de conciencia, aumento de la producción de saliva; puede ser señal del síndrome serotoninérgico.
- ideación suicida
- Reacciones dérmicas graves: síndrome de Stevens-Johnson, necrólisis epidémica tóxica, dermatitis bulbosa, eritema multiforme.
- parestesia bucal
- hinchazón: en la boca (adema bucal), en todo el cuerpo (edema generalizado), localizado
- hiponatremia
- secreción inadecuada de hormona antidiurética
- sonambulismo
- problema del habla.

Niños y adolescentes (en menores de 18 años), frecuentemente
- considerable aumento de peso
- urticaria
- aumento de triglicéridos

El insomnio y la ansiedad que se asocian con el consumo de fármacos serotoninérgicos pueden ser aminorados mediante la administración de benzodiazepinas o trazodona durante las primeras semanas. Si la agitación es extrema o persiste por más de 3 semanas, debe considerarse otro fármaco antidepresivo, como la mirtazapina.  

### Embarazo y lactancia
- Embarazo: No administrar durante el embarazo o cuando se sospeche de su existencia.
- Lactancia: No existen suficientes datos en humanos, aunque se ha sugerido que la mirtazapina puede secretarse en la leche materna en concentraciones importantes. El uso de la mirtazapina en madres que estén dando leche materna debe ser sopesado sobre la base de los posibles riesgos al lactante.